# Brumadinho (kommun)
Brumadinho är en kommun i Brasilien.   Den ligger i delstaten Minas Gerais, i den sydöstra delen av landet, 600 km sydost om huvudstaden Brasília. Antalet invånare är 34 013.
Följande samhällen finns i Brumadinho:
- Brumadinho

Omgivningarna runt Brumadinho är huvudsakligen savann. Runt Brumadinho är det glesbefolkat, med 16 invånare per kvadratkilometer.